# Боярщина (Карелия)
Боя́рщина — деревня в составе Великогубского сельского поселения Медвежьегорского района Республики Карелия, комплексный памятник истории.

## Общие сведения
Расположена на Заонежском полуострове в северной части Онежского озера.
Деревня Боярщина находится к югу от деревни Ерснево, и к северу от деревни Клиново, на материке напротив Кижей.

## История
Деревня упоминается в 1582 году в Писцовых книгах Обонежской пятины под названием Козаревщина. В 1850 году получает официальное название Боярщина, в эти годы в деревне насчитывалось 17 дворов.

## Памятники природы
В 1 км на запад от деревни расположен государственный региональный болотный памятник природы — Болото Замошье (северная часть) площадью 178,0 га, эталон мезоэвтрофных травяно-моховых болот.

## Население
Численность населения в 1905 году составляла 156 человек.
| 2002 | 2010 | 2013 |
| ---- | ---- | ---- |
| 0    | →0   | →0   |

## Известные уроженцы
- Василий Петрович Щеголёнок (1817—1894) — крестьянин, выдающийся сказитель русских былин.
- Крестьянин Шевелев Фёдор Нестерович (1886—?), герой Первой мировой войны, старший унтер-офицер, был награждён военными орденами Святого Георгия 3-й и 4-й степени[9].